# Nhuận Phú Tân
Nhuận Phú Tân là một xã thuộc tỉnh Vĩnh Long, Việt Nam.

## Địa lý
Xã Nhuận Phú Tân có vị trí địa lý:
- Phía đông giáp xã Mỏ Cày.
- Phía tây giáp xã Quới Thiện, ranh giới là sông Cổ Chiên.
- Phía bắc giáp xã Hưng Khánh Trung và Tân Thành Bình.
- Phía nam giáp xã Thành Thới.

Xã Nhuận Phú Tân có diện tích 41,64 km², dân số năm 2025 là 38.837 người, mật độ dân số đạt 932 người/km².

## Lịch sử
Ngày 16 tháng 6 năm 2025, Ủy ban Thường vụ Quốc hội ban hành Nghị quyết số 1687/NQ-UBTVQH15 về việc sắp xếp các đơn vị hành chính cấp xã của tỉnh Vĩnh Long năm 2025. Theo đó, sắp xếp toàn bộ diện tích tự nhiên, quy mô dân số của các xã Nhuận Phú Tân, Tân Thanh Tây và Khánh Thạnh Tân thành xã mới có tên gọi là xã Nhuận Phú Tân.
Sau khi sáp nhập, xã Nhuận Phú Tân có 41,64 km² diện tích tự nhiên và dân số 38.837 người.